# Chicamán
Chicamán – miasto w środkowo-zachodniej Gwatemali, w Kordylierach, w departamencie El Quiché, leżące w odległości około 100 km na północny wschód od stolicy departamentu Santa Cruz del Quiché, w górach Sierra Madre de Chiapas. Według danych szacunkowych w 2012 roku liczba ludności miasta wyniosła 2742 mieszkańców.
Jest siedzibą władz gminy o tej samej nazwie, która w 2012 roku liczyła 36 187 mieszkańców. Gmina jest dość duża, a jej powierzchnia obejmuje 516 km².